# Kósa Csaba (újságíró)
Kósa Csaba (Esztergom, 1943. május 9. – 2016. augusztus 28. vagy előtte) magyar újságíró, író.

## Életpályája
Iskolás éveit Andrásfán töltötte. Középiskolát Budapesten végezte, a II. Rákóczi Ferenc Gimnáziumban érettségizett. Ezután négy félévet végzett a budapesti jogtudományi egyetemen, majd az ELTE bölcsészettudományi karán szerzett magyar nyelv és irodalom szakos középiskolai tanári diplomát.
Újságírói pályáját az Esti Hírlap szerkesztőségében kezdte vidékjáró riporterként. Itt dolgozott 1974-ig. 1974 és 1977 között a Népszava munkatársa volt, majd a Hétfői Hírek munkatársa lett. 1980-tól kezdve a Magyar Vízgazdálkodás folyóirat olvasószerkesztőjeként dolgozott.
1985-1990 között a Népszava Szép Szó hétvégi irodalmi mellékletének prózarovatát szerkesztette.
1990-1993 között a Magyar Fórum hetilap főszerkesztője, 1994-2000 között a Magyar Toll folyóirat főszerkesztője volt. 1992-től a Magyar Újságírók Közösségének elnöke volt.
1990 óta részt vett az újságíróképzésben. 1996-ban főiskolai docens lett.
Alapító tagja volt az 1985-ben új életre kelt Berzsenyi Dániel Irodalmi és Művészeti Társaságnak. 2007-től a Társaság választmányi elnöke volt. 2008-tól az újraindított Somogy folyóirat főszerkesztője volt.
Indulása óta heti tárcaírója volt a Magyar Katolikus Rádiónak.
Az első irodalmi publikációi (elbeszélések) az Életünk folyóiratban jelentek meg az 1960-as évek második felében. Az első regényét 1979-ben adták ki. Pályafutása során több száz publikációja jelent meg, folyóiratokban, antológiákban, napi és hetilapokban.
A Móra Könyvkiadónál megjelent Esztendő, te vígságszerző című elbeszéléskötetért 1988-ban az Év Gyermekkönyve díjat kapta. 1994-ben elnyerte a Fitz József-könyvdíjat. Újságírói életművéért 2002-ben Táncsics Mihály-díjjal tüntették ki.

## Kötetei
- Répa, retek, mogyoró (mesék) – Móra Kiadó, 1978
- Kondor-Akácos (ifjúsági regény) – Móra Kiadó, 1979
- Mézesváros (mesék) – Móra Kiadó, 1980
- Szélfúvó Garabonc (ifjúsági regény) – Móra kiadó, 1981
- Pogánykő (történelmi regény) – Móra Kiadó, 1984
- Nagy ezüst országút (szociográfia), Ezerszínű Magyarország sorozat – Móra Kiadó, 1985
- A század sodrában. Pályák, életutak a vízügy szolgálatában (interjú-kötet) – VIZDOK kiadó, 1985
- Veres mezőben zöld oroszlán (történelmi regény) – Móra Kiadó, 1987
- A testvérkereső (regény), Híres Könyvek sorozat – Népszava Kiadó, 1988
- Esztendõ, te vígságszerző! (elbeszélések) – Móra Kiadó, 1989
- Az Árpád-fiak (történelmi regény) – Népszava Kiadó, 1989
- Liliom, sas, kereszt (történelmi regény) – Népszava Kiadó, 1989
- Félhold és kétfejű sas. A magyarság története 1526-tól 1790-ig (történelmi esszé) – Tankönyvkiadó, 1993
- Ragyogó malom (regény) – Móra Kiadó, 1992
- Tőkés László, a várvédő (riportkötet) – Magyar Fórum Kiadó, 1992
- Savanyú szél fúj (riportkötet) – Püski Kiadó, 1993
- Szabadulás (riportkötet) – Püski Kiadó, 1995
- Láncolt lelkek (válogatott publicisztikák) – Press+Print Kiadó 1995
- "Alhattál-e, kisfiam?" (riportkötet) – K és T. Bt. Kiadása, 1996
- A Szentlélek lovagjai (esszék, íróportrék) – Viza Kiadó, 1998
- Arany szavak. Táncsics Mihály, Jókai Mór, Vasvári Pál (esszék, íróportrék) – Viza Kiadó, 1999
- Tizenhárom perc. Mansfeld Péter élete és halála (riportkötet) – a szerző kiadása, 1999
- Kossuth, a hírlapíró (történelmi esszé) – Válasz Kiadó, 2002
- Negyven dallam (válogatott rádiójegyzetek) – a szerző kiadása, 2003
- Irgalmatlanul (dokumentumregény) – Hungarovox Kiadó, 2004
- Riporter a halottasházban (elbeszélések) – Kráter Kiadó, 2006
- Zengõ idő (tárcák és jegyzetek) – Jel Kiadó, 2007
- Tizenhárom perc. Mansfeld Péter élete és mártíromsága; 3. bőv. kiad.; Jel, Budapest, 2008
- Hegyháti rapszódia (irodalmi szociográfia) – Hungarovox Kiadó, 2009
- A megsebzett cédrus. Tárcák, jegyzetek; Hungarovox, Budapest, 2011
- A kincstár összedől (önéletrajz) – Berzsenyi Könyvkiadó, 2012
- Apáim; Berzsenyi Dániel Irodalmi és Művészeti Társaság, Kaposvár, 2013
- Tárcakönny (elbeszélések) – Magyar Toll Kiadó, 2015